# Parti démocrate de la réunification
Pour les articles homonymes, voir Parti démocrate et Parti démocrate (Corée du Sud).
 (janvier 2019).
Si vous disposez d'ouvrages ou d'articles de référence ou si vous connaissez des sites web de qualité traitant du thème abordé ici, merci de compléter l'article en donnant les références utiles à sa vérifiabilité et en les liant à la section « Notes et références ».
Le Parti démocrate de la réunification est un parti politique de Corée du Sud qui a existé de 1987 à 1990. 
Ce parti est créé en avril 1987 par Kim Dae-jung et Kim Young-sam, qui se séparait du parti Nouvelle Corée et Parti démocratique (en). Le parti fit face à une autre scission plus tard cette année-là avec Kim Dae-jung et ses partisans organisant le Parti démocratique de la paix (en). Le parti a ensuite fusionné avec le Parti de la justice et de la démocratie et le Nouveau parti républicain démocratique en janvier 1990. Les membres du parti qui se sont opposés à la scission ont formé le Parti démocrate (en). Le parti avait un fort soutien dans la région du sud-est du pays, y compris la province du Gyeongsang du Sud et la ville de Busan.

## Histoire
Le parti a été créé en avril 1987, par une scission de la Nouvelle Corée et Parti démocratique (en) par Kim Young-sam et Kim Dae-jung. En dépit des gains importants obtenus par le parti lors des élections législatives de 1985, des conflits internes se sont développés, en particulier en raison de l'intensité de la lutte contre la dictature et de la revendication d'une élection directe et démocratique du président. Kim Young-sam et Kim Dae-jung ont adopté une ligne stricte contre le régime de Chun, tandis que l'ancien chef du parti, Lee Min-wooprit a pris un ton plus conciliant. 
Après la lutte de juin 1987 et la déclaration du 29 juin (en), qui promettait une élection directe et démocratique du président à la prochaine élection présidentielle de décembre de cette année, les spéculations sur la candidature potentielle de Kim Dae-jung à la présidence se sont multipliées. La Déclaration a également promis l'amnistie à Kim Dae-jung, assignée à résidence et empêchée de participer à toute activité politique sous l'accusation inventée d'« incitation à la rébellion » depuis 1981. Alors que Kim Dae-jung était interdit d'activités politiques, Kim Young-sam est devenue le principal chef de l’opposition. Malgré les efforts déployés pour présenter l'unique candidat démocratique à l'élection présidentielle de 1987, la négociation entre les deux politiciens a échoué. Kim Dae-jung et ses partisans se séparèrent du Parti pour la démocratie et la réunification et créèrent le Parti démocratique de la paix (en) le 29 octobre, moins de deux mois avant les élections. La candidature de Kim Dae-jung et Kim Young-sam a entraîné la division du vote des candidats démocrates, ce qui a conduit à l'élection de Roh Tae-woo, protégé du dictateur Chun Doo-hwan, avec 36,6 % des voix.
Lors des élections législatives de 1988, le Parti pour la démocratie et la réunification a obtenu un résultat décevant.
Face aux résultats électoraux décevants, Kim Young-sam et ses partisans du parti ont décidé d'accepter la proposition de fusionner le parti avec le Parti de la justice et de la démocratie au pouvoir et le Parti conservateur néo-démocrate. La décision a été sévèrement critiquée à la fois par le parti et par l'intérieur, perçue comme une « trahison », unissant ses forces aux vestiges des dictatures militaires de Park Chung-hee (représenté par le Nouveau parti républicain démocratique (ko)) et de Chun Doo-hwan (représenté par le Parti de la justice démocratique). Kim a répondu à la critique selon laquelle « il faut entrer dans la grotte du tigre pour attraper le tigre ». Les membres du parti qui se sont opposés à la fusion, notamment Roh Moo-hyun et Lee Gi-taek, ont formé le Parti démocrate (en). Le Parti pour la démocratie et la réunification a été dissout le 22 janvier 1990 et a rejoint le Parti de la nouvelle Corée nouvellement formé.

## Résultats

### Élections législatives
| Année | Voix      | %     | Rang | Élus     |
| ----- | --------- | ----- | ---- | -------- |
| 1988  | 4 680 175 | 23,83 | 3e   | 59 / 299 |